# الخرطوم بحري
الخرطوم بحري وتُعرف اختصاراً لدى السكان المحليين باسم بحري، مدينة تقع من الناحية الشمالية لمدينة الخرطوم، ضمن المثلث الحضري الذي تتكون منه العاصمة المثلثة السودانية، إلى جانب كل من مدينة الخرطوم التي تقع جنوبها، ومدينة أم درمان التي تقع من الناحية الغربية لها، وتبعد المدينة عن مدينة الخرطوم حوالي 4 كم، وعن مدينة أم درمان حوالي 3 كم. وهي أصغر منهما من ناحية المساحة والسكان وأحدثهما تاريخياً، ولكنها لا تقل منهما أهمية، فهي واحدة من أكبر المناطق الصناعية في السودان. وهي أيضاً نقطة وصل مهمة تربط العاصمة بشمال السودان عبر السكك الحديدية وجنوبه حتى منطقة كوستي ودولة جنوب السودان بالبواخر النيلية، كما أنها تمثل الوجه السياحي الهادئ للعاصمة، وذلك لما تتميز به عن باقي مدن العاصمة من جو هاديء وجميل، فضلاً عن دورها في تنشيط الحركة الصوفية من خللال أضرحة أقطاب المتصوفة في السودان وقبابهم.
أما الخرطوم بحري كمحلية فهي ذات رقعة جغرافية واسعة تمتد شمالاً حتى قري وشلال السبلوقة مع حدود ولاية نهر النيل على طول نهر النيل من أشهر احيائها الصبابي والشعبية وحلفاية الملوك والإزيرقاب والدروشاب والاملاك وحلة حمد وحلة خوجلي والدناقلة وشمبات والكدرو، وأبوحليمة، والسروجية، والخوجلاب، وحلة الفكى هاشم، إضافة إلي قرية الجعليين، والخليلة، والكباشي، والسقاي، والتمنيات، والجيلي، وأو سي، والوادي الأبيض، وود رملي، والنخيلة، و (التكينة ودعتمان)، ودبك، والسليت، و (قلعة مالك)، بالإضافة إلى قُرى منطقة قرّي وهي (الشايقية والحواويت والغار). وتحدها من الناحية الشرقية محلية شرق النيل التي تتضمن الجريف شرق وام دوم والحاج يوسف ومن الناحية الغربية محليتي أم درمان وكرري حيث يفصلها منهما نهر النيل.

## أصل التسمية
عندما جاءت القوات البريطانية والمصرية إلى الخرطوم في إطار عملية استعمار السودان في سنة 1899 م، أقامت وحدات الجيش المصري التركي في الضفة الشمالية لنهر النيل الأزرق المقابلة للخرطوم وأطلقوا عليها اسم الخرطوم البحرية أو الخرطوم بحري  كما هو شائع، بمعنى الخرطوم شمال، ولفظ بحري  في اللهجة المصرية العربية يرادف كما هو معروف لفظ شمال، حيث يطلق المصريون على كل المناطق في اتجاه البحر الأبيض المتوسط اسم الوجه البحري والمناطق التي تقع في الجنوب تجاه القبلة وتقع جنوب مصر بالوجه القبلي ومن هنا جاءت تسمية الخرطوم بحري. وبالنسبة للإنجليز فإن الخرطوم بحري هي Khartoum North  أي الخرطوم شمال وهو المعنى نفسه للخرطوم بحري. ومما هو جدير بالملاحظة أنه لم يطلق على الخرطوم الواقعة على الضفة الجنوبية للنهر اسم الخرطوم قبلي (عكس بحري) بل عُرفت باسم الخرطوم عموم.

## التاريخ

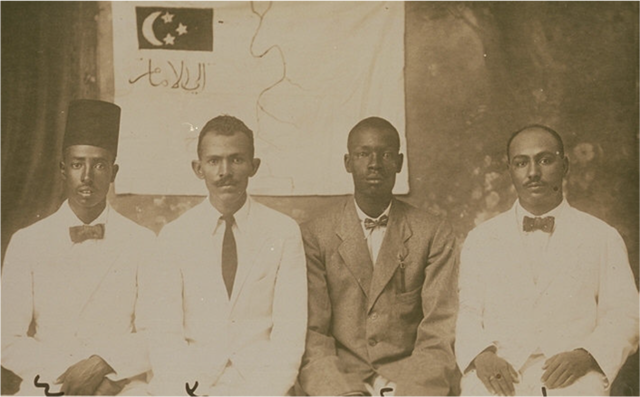
أعضاء جمعية اللواء الأبيض الذين تمت محاكمتهم في سجن كوبر بالخرطوم بحري إبان الحكم الثنائي

كانت المنطقة المعروفة الآن باسم الخرطوم بحري تتكون إبان العهد التركي وقام مصطفى جعفر بعمل بضعة منازل تقليدية منتشرة حول ضريحين لشيخين من شيوخ الصوفية في السودان، وهما الشيخ حمد ود أم مريوم والشيخ خوجلي عبد الرحمن. وتزايد عدد القاطنين حولهما لتبرز في الفترة ما بين القرن السابع عشر والثامن عشر قريتين إحداهما هي «حلة حمد» والأخرى «حلة خوجلي» (والحلة لفظ عربي يطلق على المكان الذي يحل فيه الناس ويقيمون) وتطورت في الفترة ذاتها وفي المكان نفسه قريتان أخرتان هما قرية شمبات وقرية الصبابي.
في مطلع القرن الماضي وصل خط السكك الحديدية الذي أنشأه لورد كيتشنر إبان الحملة البريطانية - المصرية لإستعادة حكم السودان من المهدية، اكتسبت المنطقة أهمية كبرى وتم ربطها مع الخرطوم من خلال بناء جسر يمر فوقه خط السكك الحديدية والمركبات والدواب والناس، وإزدادت أهميتها عندما تم فيها توزيع الأراضي الزراعية القريبة من نهر النيل الأزرق قبالة الخرطوم على مزارعين من غير السودانيين كالمصريين الأقباط والسوريين واللبنانيين وغيرهم، فأقاموا مزارع وبساتين تمد العاصمة بحاجتها من الخضر والفواكه والألبان ومن تلك المزارع مزرعة كافوري الشهيرة في شرق المدينة.
استقرت هذه الأسر والعائلات في المنطقة حتى تكونت جالية كبيرة، يضاف إليها مجموعة من موظفي الحكومة والحرفيين والتجار الذي اختاروا المنطقة التي أصبح اسمها الخرطوم بحرى وأقاموا في حي اطلقوا عليه اسم حي الأملاك الذي أصبح فيما بعد واحد من احياء المدينة الجميلة.
شهدت المدينة تطوراً كبيراً عندما قرر الحكم الثنائي تشييد سجن عمومي كبير فيها بالقرب من شاطيء نهر النيل الأزرق عرف باسم سجن كوبر Cooper والذي حُجز فيه العديد من الشخصيات التي ثارت ضد الحكم الثنائي ونادت بتصفية الاستعمار آنذاك وابرزهم أعضاء جمعية اللواء الأبيض، كما كانت تجرى فيه احكام اعدام الجناة والسياسيين. كذلك أقام البريطانيون في الخرطوم بحري مصلحة المخازن والمهمات وهي المسؤولة عن صناعة الأجهزة والمعدات والأدوات والأثاث والملابس التي تستخدم في كافة مصالح الحكومة الدولة مثل المدارس والجامعات والجيش والشرطة، وتخزبن تلك اللوجستيات وتوزيعها. كما تم إنشاء مصلحة النقل الميكانيكي وكانت مسؤولة من استيراد السيارات الحكومية واعدادها وصيانتها وتوفير فطع الغيار لها وتزويدها بالوقود وغيرها من مواد المحركات.
وحظيت الخرطوم بحري أيضاً بإنشاء «مصلحة الوابورات» أو النقل الميكانيكي أو النقل النهري.وكانت تملك البواخر النيلية وتسيطر على الخط النهري إلى الجنوب انطلاقاً من مينائها النهري الرئيسي ويسمى الأسكلة. وقد أحدثت هذه المصالح الثلاث نقلة حضرية كبيرة ليس في الخرطوم بحري فحسب بل في السودان حيث دخلت السودان لأول مرة الآلات الميكانيكية كالسيارات والبواخر لتحل محل الدواب في النقل والتنقل براً والقوارب بحراً. كما أتاحت للسودانيين فرص التدريب على تلك الآلات والمعدات.
أما بالنسبة للخرطوم بحري فقد توسعت المدينة من حيث العمران الذي صاحب هذه المؤسسات كالمكاتب والمخازن ومنازل الموظفين والعمال فضلاً عن استقبالها للمسافرين والمستخدمين لما تقدمه هذه المؤسسات من خدمات.
وفي عام 1921 م، تم تأسيس بلدية في الخرطوم بحري إسوة بكل من الخرطوم وأم درمان وبذلك أصبح لبحري إدارتها المحلية الخاصة بها.
كما شهدت المدينة توسعاً في امتدادات أحيائها السكنية. واقيمت في المدينة منطقة صناعية كبيرة تضم مصانع للصناعات الخفيفة كالصابون والزيوتو الحلويات والأدوات المنزلية والملابس. وقد اتخذتها طائفة الطريقة الختمية الصوفية وما يتبع لها مؤسسات سياسية مقراً رئيسياً لها.
وظلت الخرطوم بحري بعيدة إلى حد ما عن الأجواء السياسية في العاصمة المثلثة باستثناء سجن كوبر الذي كانت أية حكومة جديدة تنقل إليه معارضيها السياسيين، حتى برزت بقوة عندما اطلقت عليها صواريخ كروز أمريكية لتصيب مصنع الشفاء للأدوية بالمنطقة الصناعية وتدميره كرد من جانب الولايات المتحدة على التفجيرات التي تعرضت لها سفارتيها في دار السلام ونيروبي باعتبار أن المصنع كانت له صلة بالمتهم الأول في التفجيرات أسامة بن لادن.

## الجغرافيا

### الموقع والمساحة

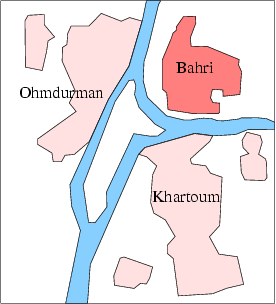
موقع الخرطوم بحري بالعاصمة المثلثة

جغرافياً، تقع مدينة الخرطوم بحري بين خطي عرض 8 درجة – 15 و (45 درجة - 16 شمالاً وخطي طول (36 درجة – 31 درجة) و (25 درجة – 34 درجة) شرقاً، وتمتد حدودها من شاطيء النيل الأزرق جنوباً وحتى منطقة قري على حدود ولاية نهر النيل من ناحية الشمال، وتحدها من جهة الشرق محلية شرق النيل عند القنطرة، ومن الغرب مجرى نهر النيل بعد التقاء رافديه في المقرن. وتبلغ مساحتها 5060 كيلو متر مربع وهي بذلك تغطي ربع مساحة ولاية الخرطوم.

### السطح والتضاريس
يتميز سطح السودان بصفة عامة بالرتابة في تضاريسه، وبانتهاء التصريف المائي عموما في نهر النيل، الخرطوم بحري تأخذ هذه الصفة إذ يتميز سطحها بالانبساط والاستواء وتميل الأرض إلي الارتفاع من ناحية الشمال الغربي.
وتجري بها بعض الأودية والخيران التي تتجمع فيها مياه الأمطار خلال فصل الخريف ومن ثم تجري في الأرض المسطحة منحدرة نحو النيل

## السكان
|                | يقطن الخرطوم بحري حوالي 1,184,000 نسمة تقريباً. وقد شهدت المدينة خلال العقود القليلة الماضية كثافة سكانية كبيرة كما تغيرت التركيبة السكانية فيها على مر تلك السنوات لتشمل اعداداً كبيرة من مختلف الأثنيات السودانية التي توافدت إلى المدينة وتعيش في توائم وانسجام مع مجموعات من قدماء سكانها كالأقباط المصريين والأرمن واليونانيين الذين تأقلموا مع بيئة بحري واندمجوا في مجتمعها. ومعظمهم يعملون بالزراعة وتربية المواشي في الريف الشمالي مع العمل في المنطقة الصناعية التي تعنبر جاذبة للعمالة بما يتوفر فيها من فرص العمل خاصة وأنها أكبر منطقة صناعية في الولاية للصناعات الإستراتيجية كما يوجد بالمحلية مواقع إنتاج الطاقة الكهربائية ومصفاة البترول بالجيلي. والخدمات والتجارة والنقل. | جدول يبين النمو السكاني المضطرد في المدينة \| السنة \| عدد السكان \| \| -------------- \| ---------- \| \| 1956 \| 39.100 \| \| 1973 \| 150.989 \| \| 1983 \| 341.155 \| \| 1993 \| 700.887 \| \| 2007 \| 1.725.570 \| \| 2010 (تقديرات) \| 1.184.000 \| |
| السنة          | عدد السكان | |
| 1956           | 39.100 | |
| 1973           | 150.989 | |
| 1983           | 341.155 | |
| 1993           | 700.887 | |
| 2007           | 1.725.570 | |
| 2010 (تقديرات) | 1.184.000 | |

## المناخ
لا يختلف مناخ مدينة الخرطوم بحري عن مناخ مدنتي أم درمان أو الخرطوم فكلها مدن في ولاية الخرطوم وهي واحدة من المناطق المعروفة الأكثر حرارة في العالم.

### درجات الحرارة
فقد تتجاوز درجات الحرارة فيها 48 درجة مئوية (118.4 درجة فهرنهايت) في منتصف الصيف، إلا أن المتوسط السنوي لدرجات الحرارة القصوى يبلغ حوالي 37.1 درجة مئوية (98.78 فهرنهايت)، مع ستة أشهر في السنة يزيد المتوسط الشهري لدرجة الحرارة فيها عن 38 درجة مئوية (100.4 فهرنهايت)، ولا يوجد في جدول حالة الطقس الخاص بالولاية معدلاً لدرجة الحرارة الشهرية يقل عن 30 درجة مئوية (86.5 فهرنهايت). وفي كل الأحوال فأن درجات الحرارة في الخرطوم بحري تهبط بمعدلات كبيرة خلال الليل، إلى أدنى من 15 درجة مئوية (59 فهرنهايت) في شهر يناير / كانون الثاني وقد تصل إلى 6 درجات مئوية (42.8 درجة فهرنهايت) عند مرور جبهة هوائية باردة.

### الأمطار
يسود الخرطوم بحري في معظم أشهر السنة المناخ الصحراوي الحار الجاف باستثناء شهري يوليو / تموز وأغسطس / آب، حيث تسقط الأمطار المدارية الشديدة، بمعدل يزيد قليلاً على 155 مليمتر (6.1 بوصة) سنوياً في المتوسط، وفي الفترة من ديسمبر / كانون الأول وحتى فبراير / شباط حيث تنخفض درجة الحرارة نسبياُ.
وفي الشتاء وهي الفترة من ديسمبر / كانون الأول وحتى فبراير / شباط يكون الجو لطيفاً إلى حد ما، حيث تنخفض درجات الحرارة في الصباح وحتى الظهيرة وبعد غروب الشمس. وتتراوح درجة الحرارة خلال هذه الفترة ما بين 32 درجة مئوية (89.6 درجة فهرنهايت) 28 درجة مئوية (82.4 فهرنهايت).

### حركة الرياح
ثمة ظاهرة مناخية في السودان تعرف بالهبوب وهو عبارة عن عاصفة ترابية نشطة تحدث في مناطق وسط السودان بما فيها الخرطوم وذلك عندما تهب رياح جنوبية رطبة في شهري مايو / أيار ويوليو / تموز ويمكن أن تقلل بشكل مؤقت مدى الرؤية إلى الصفر.

## الإدارة

### الوحدات الإدارية
ومن الناحية الإدارية تعتبر الخرطوم بحري محلية من محليات ولاية الخرطوم. وتتكون محلية الخرطوم بحري من ثلاث وحدات إدارية تضم كلاً منها عدداً من الأحياء السكنية والمراكز الاقتصادية وهي:
- وحدة بحري المدينة:-

الموقع شارع المعونة غرب سوق سعد قشرة ملاصق البنك الإسلامي السوداني من الناحية الغربية الوصف الجغرافي تمتد من النيل الأزرق جنوباً وحتي شارع أحمد قاسم شمالاً. ومن نهر النيل غرباً وحتى شارع الإنقاذ شرقاً.. وتضم اللجان الشعبية الآتية:
حلة خوجلي حلة حمد الأملاك غرب الأملاك شرق والسكة حديد الختمية شمال الختمية جنوب الإنقاذ شمال الإنقاذ جنوب الدناقلة شمال / الدناقلة جنوب
- وحدة بحري وسط:-

تمتد من شارع مقابر شمبات من جهة الشمال وجنوباً شارع أحمد قاسم ومن جهة الغرب يحدها شارع الهجرة وشرقاً شارع الإنقاذ. وتضم اللجان الشعبية الآتية:
المغتربين شمال المغتربين جنوب المزاد شمال المزاد جنوب الشعبية شمال الشعبية جنوب الصبابي الميرغنية والسائح.
الموقع الشعبية شمال مقابل سامسونج ومحطة النيل للبترول مربع 8/9 عقار رقم 133 رؤساء اللجان الشعبية وحدة بحري وسط
- وحدة بحري شمال:- وتشمل:

السوق المركزي، والكدرو الشمالية، والحلفاية الغربية، والسامراب الشرقية، والدروشاب، وطيبة الأحامدة.
- وحدة ريفي بحري:-

الجيلي، السليت، الخوجلاب والمحاجر.
- وحدة شرق النيل:-

تقع شرق المدينة على حدود ولايتي كسلا والقضارف شرقاً وولاية الجزيرة من الناحية الجنوبية الشرقية. وضواحيها الرئيسية هي: الجريف شرق الواقعة على الضفة الغربية للنيل الأزرق والحاج يوسف وأم دوم وحلة كوكو.

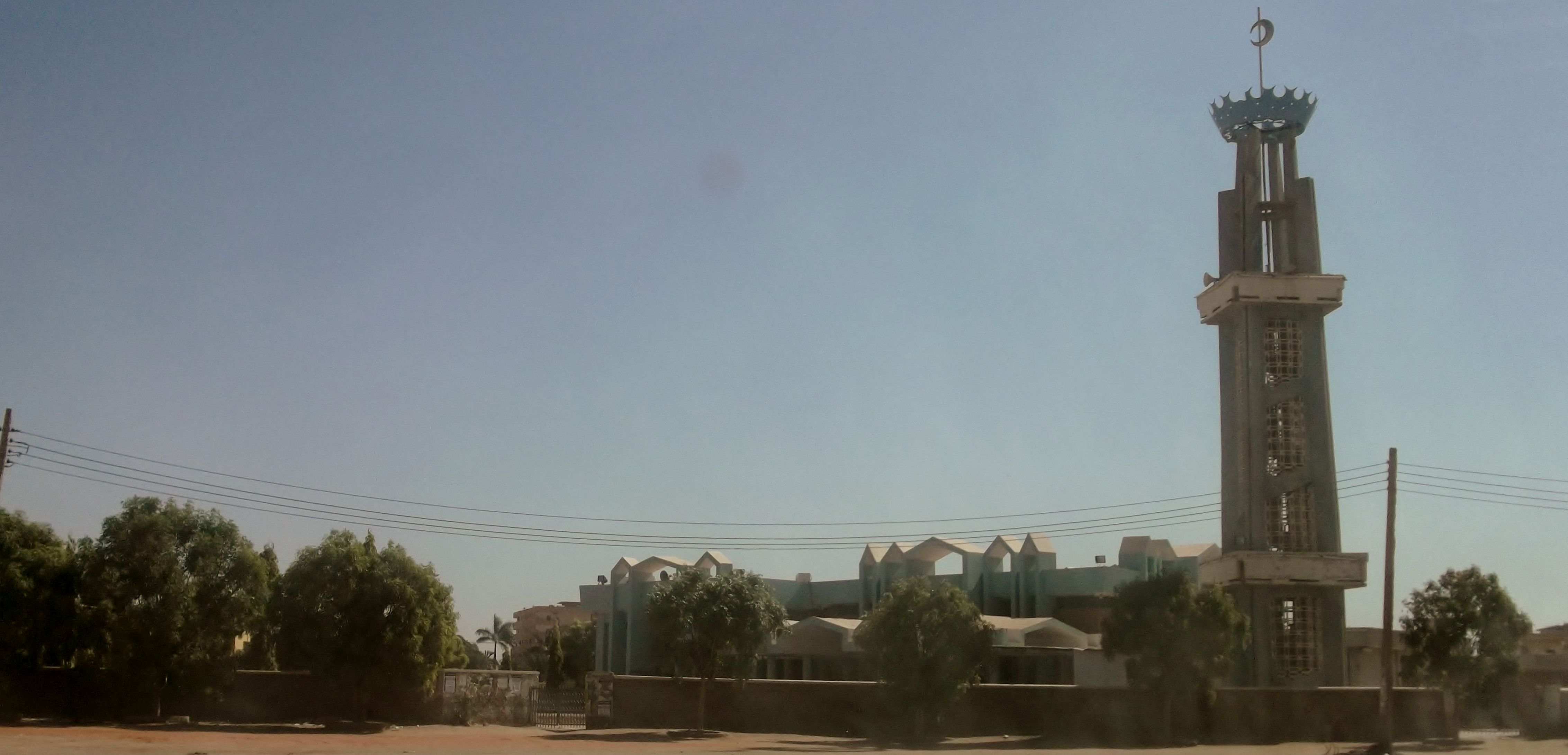
مسجد حجة النية الصافية.
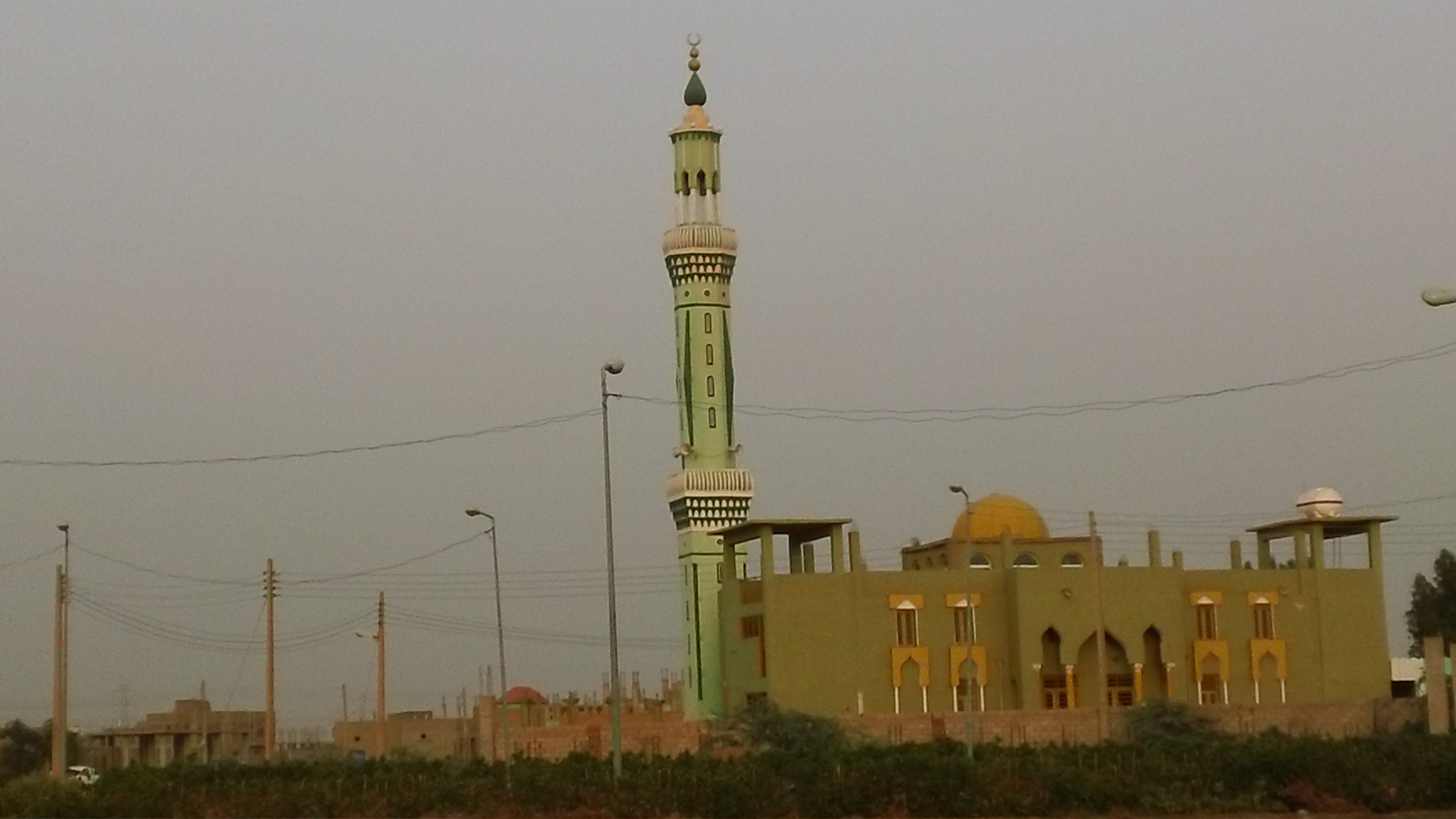
مسجد الفأدنى كافوري مربع (4).
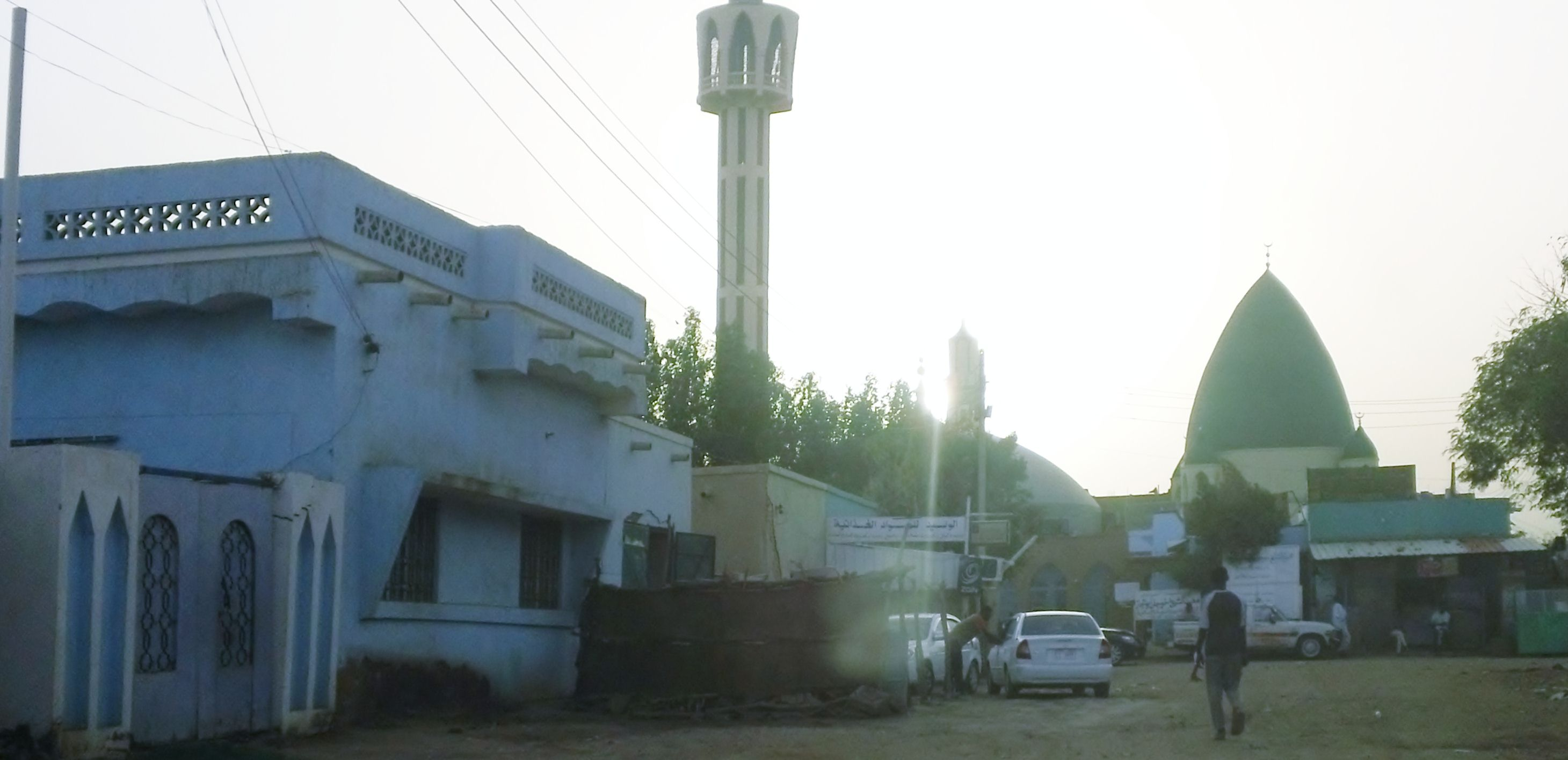
مسجد حلة خوجلي

## السياحة
تعتبر ولاية الخرطوم إحدى المراكز السياحية المهمة في السودان، بل لوجود عدد من المقومات السياحية مثل النيل والآثار والحدائق والميادين الخضراء إلى جانب الأندية الرياضية والمهرجانات وغيرها من الفعاليات.

### شاطئ النيل
من الملاحظ في الفترة الأخيرة ظهور عدد من الواجهات والأماكن السياحية التي صارت جاذبة للسياح من المواطنين والوافدين الأجانب لاسيما الجنسيات الأوروبية الآسيوية، وتتوزع هذه الأماكن في وسط وأطراف ولاية الخرطوم، ومعظمها تتميز بخصائص عدة تتنوع وتختلف في مكوناتها تجعل الوجود فيها متعة للعين وراحة للنفس لطبيعتها الساحرة من بينها شاطئ النيل.
- منطقة الصبابي محلية بحري بطول (5,5 كلم).

### منطقة السبلوقة السياحية
تقع في محلية بحري على مساحة (114 كلم2).

### منتجع باسقات
العديد من الأماكن السياحية لفتت الانتباه بجاذبيتها واهتمامها بالفلكلور والجوانب التراثية، ويمكن للأسر قضاء أوقات جميلة بـ (منتجع باسقات) واستمتع بمناظر الفلكلور السوداني.

### حديقة الحيوانات بحلة كوكو
حديقة كوكو العالمية هي حديقة حيوان أنشئت في العام 2008م تتبع لكلية الطب البيطري والإنتاج الحيواني جامعة السودان للعلوم والتكنولوجيا. تتخذ الحديقة شكلاً دائرياً وتبلغ مساحتها الكلية نحو 10 فدان وتحتوي على الأقفاص والحظائر التي تأوي الحيوانات البرية المختلفة وبعض الحيوانات الأليفة كالخيول والأغنام والإبل.
تحتوي الحديقة على مباني إضافية مظلات وأعشاش وقطاطي بأحجام ومساحات مختلفة لإستراحة السادة الزوار ويوجد حنطور تجره الخيول لتجوال الزوار داخل الحديقة.

## التعليم
تضم مدينة بحري عدد كبيراً من المدارس على مختلف مراحلها (الأساس والثانوي) الخاصة بالبنات أو البنين أو المختلطة الجنسين، كما يوجد عدد من مراكز تعليم الكبار، حوالي 429 مركزاً، وبلغ عدد المدارس الثانوية 21 مدرسة.
وتشمل مؤسسات التعليم العالي:
| المؤسسة التعليمية | نوعها | الكليات                    |
| جامعة الزعيم الأزهري | خاصة  |                            |
| جامعة الخرطوم | عامة  | كلية الزراعة بشمبات        |
| جامعة السودان للعلوم والتكنولوجيا                                                                                               | عامة  | كلية الزراعة بشمبات        |
| أكاديمية المنهل الجامعية | خاصة  |                            |
| جامعة السودان للعلوم والتكنولوجيا                                                                                               | عامة  | كلية هندسة الغزل والنسيج   |
| جامعة السودان للعلوم والتكنولوجيا                                                                                               | عامة  | كلية الطب البيطري حلة كوكو |
| جامعة السودان للعلوم والتكنولوجيا                                                                                               | عامة  | كلية هندسة المياه والبيئة  |
| كلية علوم الطيران. |       |                            |
| جامعة المشرق. |       |                            |
| جامعة بحري. (والتي تأسست مؤخراً عام 2011م لاستيعاب الطلاب السودانيين بالجامعات التي آلت ملكيتها لدولة جنوب السودان بعد الانفصال. |       |                            |
| كلية الجزيرة التقنية - كافوري.                                                                                                  |       |                            |

## الرعاية الصحية

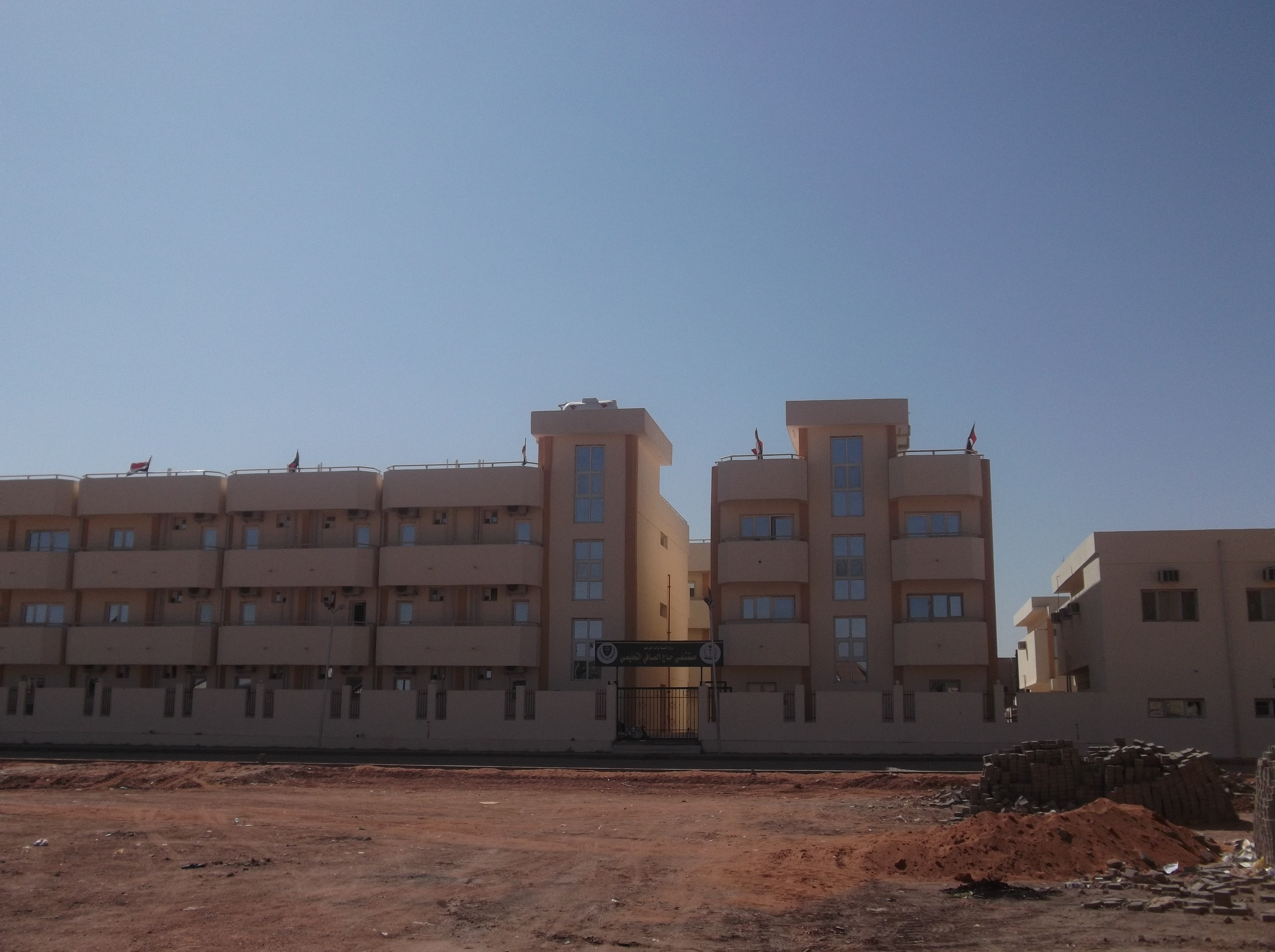
مستشفى حاج الصافي بالصافية بعد التوسيعات الجديدة

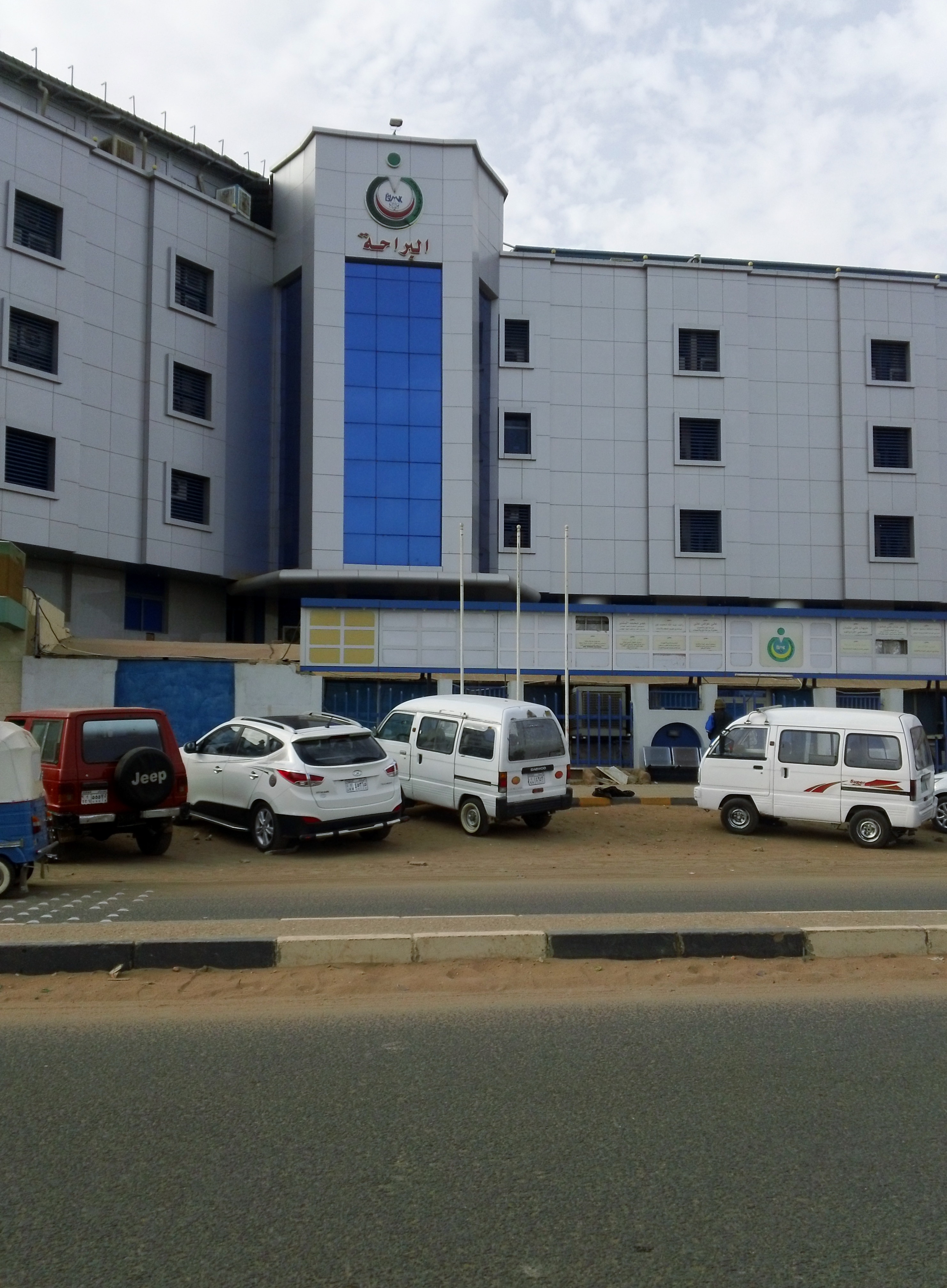
مستشفى البراحة الخرطوم بحري

توجد بالمدينة عدة مستشفيات ومراكز صحية تتوزع في وسط المدينة وأحيائها المختلفة وكذلك نجد المستوصفات الطبية وعيادات الأطباء الخاصة والأخصائيين إلى جانب مكاتب مؤسسات التأمينات الصحية.
وتشرف على إدارة النظام الصحي في الخرطوم بحري جهتان، هما الحكومة المركزية ووزارة الصحة الإقليمية. وتشرف الحكومة المركزية على مستشفيات في ولاية الخرطوم الكبيرة العامة منها مستشفى الخرطوم بحري، بينما تشرف وزارة الصحة الإقليمية على المراكز الصحية. ونظراً للتنافس الكبير بين هذه المستشفيات والمؤسسات الصحية وعدم تكاملها فإن الكثير من الموارد يتم إهدارها حيث تحصل المستشفيات الكبيرة على دعم حكومي مما يجعلها تستقطب العدد الكبير من المرضى الأمر الذي يشكل حالة من التكدس إضافة إلى مشاكل التنقل على نحو يستدعي الإصلاح خاصة بعد التدهور الكبير في القطاع الصحي. وأول تحد يواجه الإصلاح هو التوسع في الخدمات ونقلها إلى خارج مركز العاصمة. وإلى جانب ذلك تشرف وزارة الصحة الإقليمية على نظام التأمين الصحي بقسط قدره 25 جنيه سوداني (4 دولارات) شهرياً لجميع أفراد العائلة الواحدة بينما يدفع العمال حوالي 60% من صندوق التأمين الصحي وتغطي الحكومة النسبة المتبقية. وتتولى صناديق الزكاة والأعمال الخيرية دفع اقساط مقدرة من تأمينات الأسر.
يوجد في الخرطوم بحري حوالي 28 مركز صحي وحوالي 11 مستشفي وحوالي 33 صيدلية وهي:
| مستشفى الأمل              | كوبر               |                          |               |
| مستشفى بحري التعليمي      | المحطة الوسطى بحري |                          |               |
| مستشفى بحري الجناح الخاص  | المحطة الوسطى بحري |                          |               |
| مستشفى أحمد قاسم          | المزاد جنوب        |                          |               |
| مستشفى حاج الصافي         | الصافية            |                          |               |
| المستشفى العسكري          | كوبر               |                          |               |
| المستشفى الدولي           | الشعبية            |                          |               |
| المستشفى التعاوني التخصصي | المزاد شمال        |                          |               |
| مستشفى البراحة            | امتداد شمبات       |                          |               |
| مستشفى الكباشي            | الكباشي            |                          |               |
| مستشفي البان جديد         | الحاج يوسف         |                          |               |
| مستشفى شرق النيل          | حي القادسية        | مستشفى إبراهيم شمس الدين | الدروشاب شمال |

بالإضافة إلى مصحة التيجاني الماحي للأمراض النفسية والعصبية التابعة لمستشفى الخرطوم بحري والضواحي.

## الأعياد والعطلات الرسمية

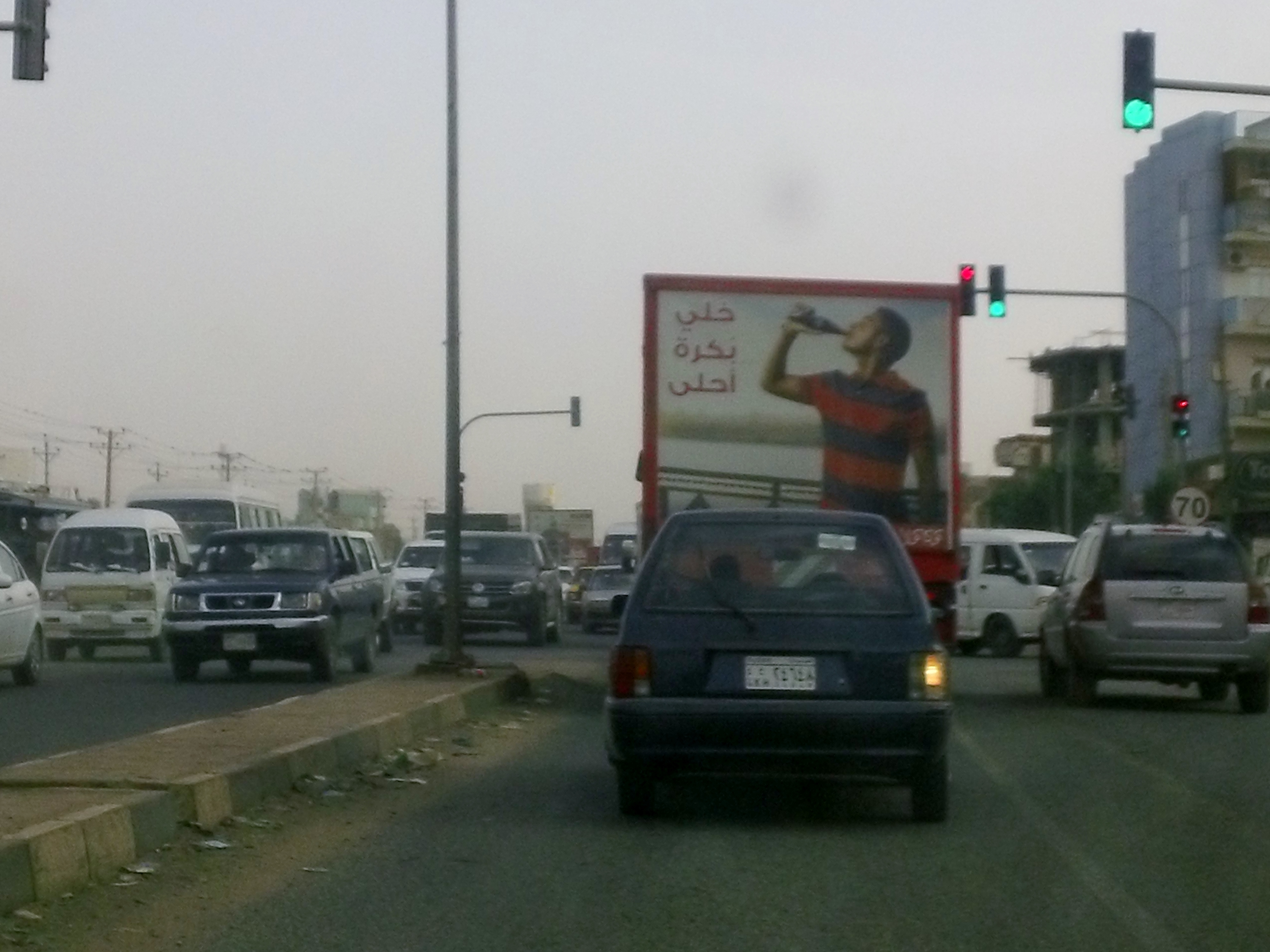
شارع الانقاذ

الأعياد والعطلات الرسمية التي تغلق فيها دوواين الحكومة والأسواق الكبيرة أبوابها هي المناسبات نفسها التي تشمل السودان كله.
| التاريخ                | 'المناسبة                                          |
| 1 يناير / كانون الثاني | رأس السنة الميلادية عيد الاستقلال                  |
| 7 يناير / كانون الثاني | عيد الميلاد المجيد حسب الكنيسة الأرثوذكسية الشرقية |
| 30 يونيو / حزيران      | ذكرى ثورة الإنقاذ                                  |
| 30 يوليو / تموز        | عيد الشهداء                                        |
| 25 ديسمبر/ كانون الأول | عيد الميلاد المجيد حسب الكنائس الغربية             |
| 1 محرم                 | رأس السنة الهجرية                                  |
| 12 ربيع الأول          | المولد النبوي الشريف                               |
| 27 رجب                 | الإسراء والمعراج                                   |
| 1 شوال                 | عيد الفطر                                          |
| 10 ذو الحجة            | عيد الاضحى                                         |

## النشاط الاقتصادي

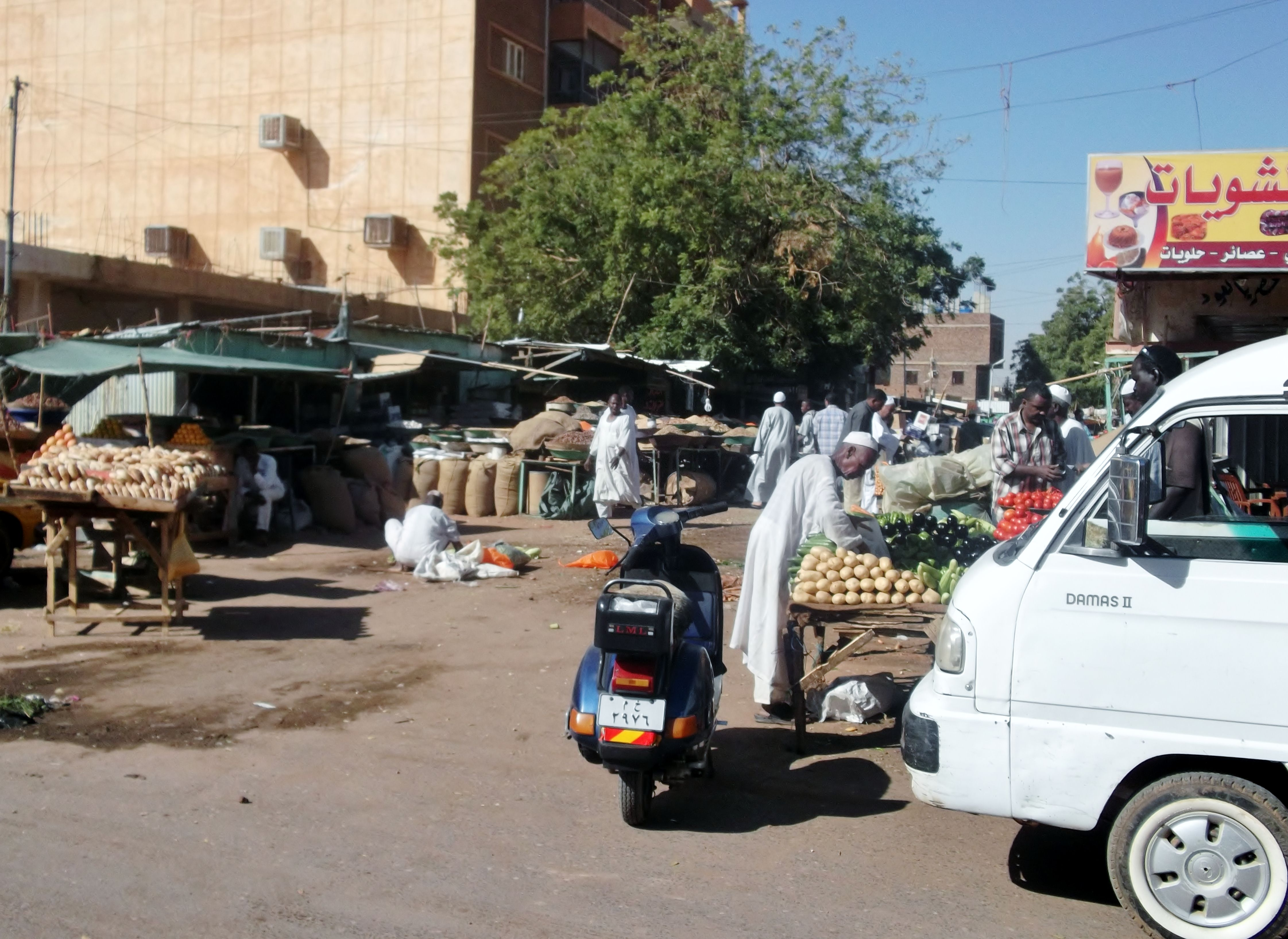
سوق الخضار بالخرطوم بحري

### الاقتصاد والتجارة

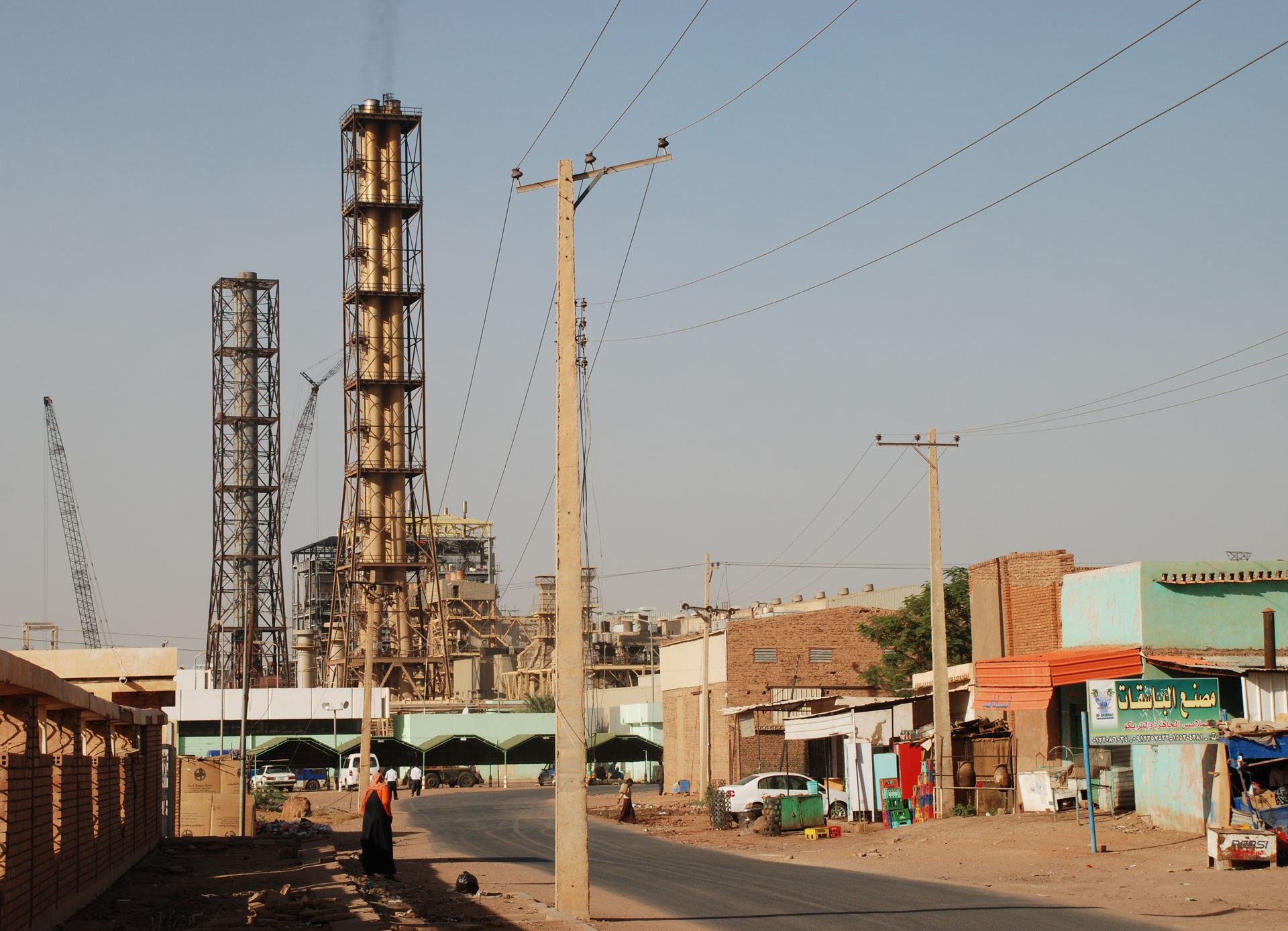
منظر من المنطقة الصناعية بالخرطوم بحري

تحتكر ولاية الخرطوم الدور الرئيسي في النشاط الاقتصادي والتجاري والمالي للبلاد لأنها تمثّل قلب السودان بصفتها المركز الإداري للسودان، حيث تشرف على معظم القطاعات الحيوية، والخرطوم بحري جزءا منها. لا يزال اقتصاد الخرطوم بحري يعتمد على التجارة وإعادة توزيع البضائع والسلع وعلى قطاع الخدمات، خاصة الخدمات المالية كالبنوك ومكاتب الصرافة والتأمينات وغيرها.
يتنوع النشاط الاقتصادي الحالي في المدينة من زراعي إلى صناعي وسياحي، ويتركز بصفة أساسية على قطاع الخدمات حيث نجد مجموعة كبيرة من السكان تعمل في دواوين الدولة وشركات وبنوك القطاع الخاص، كما أن هناك شريحة كبيرة من أصحاب رؤوس الأموال تمارس التجارة، أما سكان المناطق الريفية المحيطة بالمدينة وبعض القاطنين علي ضفاف النيل فيعملون بالزراعة والرعي ويمدون العاصمة بالخضر والفاكهة والألبان واللحوم والأسماك، ومنهم من يمارس صناعة الفخار والطوب.

### الصناعة
يعتبر القطاع الصناعي أهم نشاط تجاري في الخرطوم بحري التي توجد فيها أكبر منطقة صناعية في ولاية الخرطوم للصناعات. فإلى جانب الصناعات الخفيفة والتحويلية كالصناعات الغذائية والمواد الكيميائية والأدوات مثل صناعة الصابون والزيوت والحلويات والمكرونة والأدوات المنزلية والملابس والأحذية والطلاء وتعبئة المياه الغازية والمعدنية والمشروبات والطباعة والتغليف والألبان، توجد صناعات استراتيجية كصناعة الأدوية وإنتاج الطاقة ومحطات تنقية المياه ومصفاة للنفط في الجيلي، ومنشأة للبتروكيماويات تم إنشائها في عام 2000 م، لتزويد صناعة الأدوات البلاستيكية بالمواد الخام، كما توجد مطاحن للحبوب وورشات للسكك الحديدية والبواخر وحوض جاف لبناء البواخر والقوارب، فضلاً عن أفران صناعة الطوب والقرميد. ويشمل النشاط الاقتصادي بالمدينة تجارة المحاصيل من الحبوب والقطن والفواكه وتجارة المواشي.
| نوع الصناعة       | عدد المصانع |
| ----------------- | ----------- |
| بتروكيماويات      | 32          |
| صناعات جلدية      | 2           |
| غزل ونسيج         | 7           |
| طباعة وتغليف      | 9           |
| دقيق وأغذية نشوية | 8           |
| صناعات هندسية     | 57          |

| مجموعة آراك تعد مجموعة آراك واحدة من أكبر المجموعات التجارية العاملة في السودان وأكثرها نجاحاً وهي تكتل مختلط لشركات سودانية تعمل في نطاق واسع من أنشطة الأعمال التجارية. فمجموعة آراك التي أُنشئت في حقبة الستينات بواسطة السيد/ حسن إبراهيم مالك، ومن خلال ريادتها في إدخال التقنيات الحديثة والابتكار، نمت وأصبحت قائدة في الصناعات الغذائية والهندسية والإنشائية تشمل عدد من المصانع منها: - أ - مصنع البيبس كولا - ب - مصنع كريستال - ج - ويتا للغلال |
| مجموعة أميفارما من الشركات الدوائية الكبيرة في السودان وقد ساعدت بشكل كبير في دعامة الاقتصاد الوطني. معامل اميفارما للأدوية أُنشئت في عام 1983 في مساحة صغيرة بخط إنتاج كبسولات فقط وفي عام 1985 حازت المعامل على ترخيص من شركة بيتشام العالمية، المصنع يعمل على إنتاج المضادات الحيوية، باستخدام أحدث التقنيات ومعامل ضبط الجودة. ويبلغ عدد العاملين بالمصنع (574) عاملا ويقوم المصنع بتوزيع منتجاته في كافة أنحاء البلاد. |
| مجموعة حجار - مصنع البزيانوس: من ناحية تاريخية يرجع اسم البزيانوس إلى (جورج بزيانوس) وهو من الشخصيات اليونانيَّة التي اشتُهرت بالسودان صاحب مصانع مشروبات غازية أشهرها بزيانوس وبيبسي كولا. فيما بعد تم شرائه بواسطة حجار وأصبحت شركة بزيانوس للأغذية والمشروبات المحدودة. |
| مجموعة دال تعَدُّ الشركات القلائل الذين يُشَكِّلُوْنَ ملامح اقتصاد السودان الحديث. كما أنه تعَدُّ نموذجاً لشركات رجال الأعمال الناجحين الذين يوظفون ثرواتهم لخدمة شعوبهم وأوطانهم وهم يجابهون الكثير من التحديات والعقبات التي تَحُوْلُ بينهم وتحقيق طموحاتهم الوطنية الكبرى. مجموعة دال: تشمل عدد من المصانع منها:- - ا- مطاحن سيقا للغلال نجحت شركة سيقا الغذائية وخلال فترة قياسية في أن تتبوّأ موقع الريادة في مجال إنتاج وتوزيع المنتجات الغذائية وهي بلا شك واحدة من أكثر المنشآت نمواً وتطوراً على مستوي السودان منذ إنشائها عام 1996. المنتج الرئيسي لسيقا هو دقيق القمح عالي الجودة ومشتقاته من السامولينا والردة في عبوات مختلفة تناسب جميع شرائح المستهلكين وذلك باستخدام أحدث تقنيات إنتاج الدقيق في العالم تطور الشركة وباستمرار إمكاناتها فيما يتعلق بعمليات الإمداد حيث تمتلك الشركة تجهيزات متطورة للتفريغ والتخزين في ميناء بورتسودان تصل طاقتها إلى مليون ونصف المليون طن سنوياً بالإضافة إلى أسطول ضخم من الشاحنات وأكثر من مائة وخمسين عربة سكة حديد وشبكة توزيع ضخمة تغطي معظم أنحاء السودان بالإضافة إلى مستودعات في معظم المدن الرئيسية. - ب - مصنع الكوكا كولا:- في عام 2002، أصبحت دال للصناعات الغذائية والتعليب الموزع الوحيد للعلامة التجارية لشركة كوكا كولا في السودان وهي ذات صناعة رائدة في إنتاج المشروبات. وصممت تصميم متقدم. مصنع المشروبات في الخرطوم بحري يمتد على مدى مخطط 15 فدان، ويستخدم أحدث أفضل فئات التقنيات وأساليب الإنتاج العالمية. وهي معيارا جديدا أكثر عصرية للصناعة ومتقدمة للغاية مقارنة مع جميع محطات تعبئة الكوكا كولا في جميع أنحاء القارة الأفريقية والشرق الأوسط. - ج - مصنع كابو لمنتجات الألبان - د- دال للسيارات - ومؤخراً، نجحت سيقا في تحقيق طفرة نوعية بتحولها من مجرد مطاحن للغلال إلى مؤسسة غذائية متعددة المنتجات ومتنوعة العمليات واعتمدت في هذه النقلة على منتجاتها الخاصة وعلاماتها التجارية المميزة بالإضافة إلى عقد شراكات مع بعض الشركات العالمية. |
| مجموعة النفيدي هذة المجموعة مؤسسها الحاج بشير النفيدي من أبرز رجال الأعمال السودانيين - النفيدي للسيارات الوكيل الوحيد لسيارات (B.M.W) بالسودان كما أصبحت وكيلا لعربات الهونداي التجارية |

### الزراعة
عرفت الخرطوم بحري النشاط الزراعي منذ زمن طويل عندما كانت المناطق المحازية للنيل الأزرق عبارة عن حقول وبساتين، ولا تزال الزراعة تشكل قطاعاً مهماً فيها حيث تقدر المساحة الزراعية حوالي 1,8 مليون فدان (موسم 2005 - 2006 م) تم استخدام 700 فدان فقط وتوجد في بحري مزارع لتربية الأبقار والدواجن.
وهناك 5 مشاريع زراعية كبيرة هي:
| اسم المشروع             | المساحة بالفدان |
| ----------------------- | --------------- |
| مشروع السليت الزراعي    | 12000           |
| مشروع السقاي            | 3000            |
| مشروع مهدي الطيب        | 3000            |
| مشروع الفتح الزراعي     | 12000           |
| مشروع الشعب بالفكي هاشم | 1024            |

## النقل والمواصلات
ترتبط الخرطوم بحري بالخرطوم بأربعة كباري (جسور) هي: جسور جسر المنشية، جسر النيل الأزرق، جسر القوات المسلحة (كوبر)، جسر المك نمر. وترتبط بأم درمان مباشرة عبر جسرين واحد هو جسر شمبات والثاني هو جسر الحلفاية. كما يتم استخدام خط السكك الحديدية الذي يمر عبر الخرطوم بحري نحو الخرطوم في نقل الركاب بينهما، فضلاً عن ذلك توجد خطوط الحافلات العامة وسيارات الأجرة ودراجات الركاب (توك-توك) المعروفة باسم الرقشة. ومن الممكن الوصول إليها من الخرطوم وأم درمان سيراً على الأقدام عبر معظم تلك الجسور. كما توجد خطوط برية ونهرية تربط المدينة ببقية ولايات السودان خاصة ولايات نهر النيل والنيل الأبيض.

### الطرق الداخلية الرئيسية

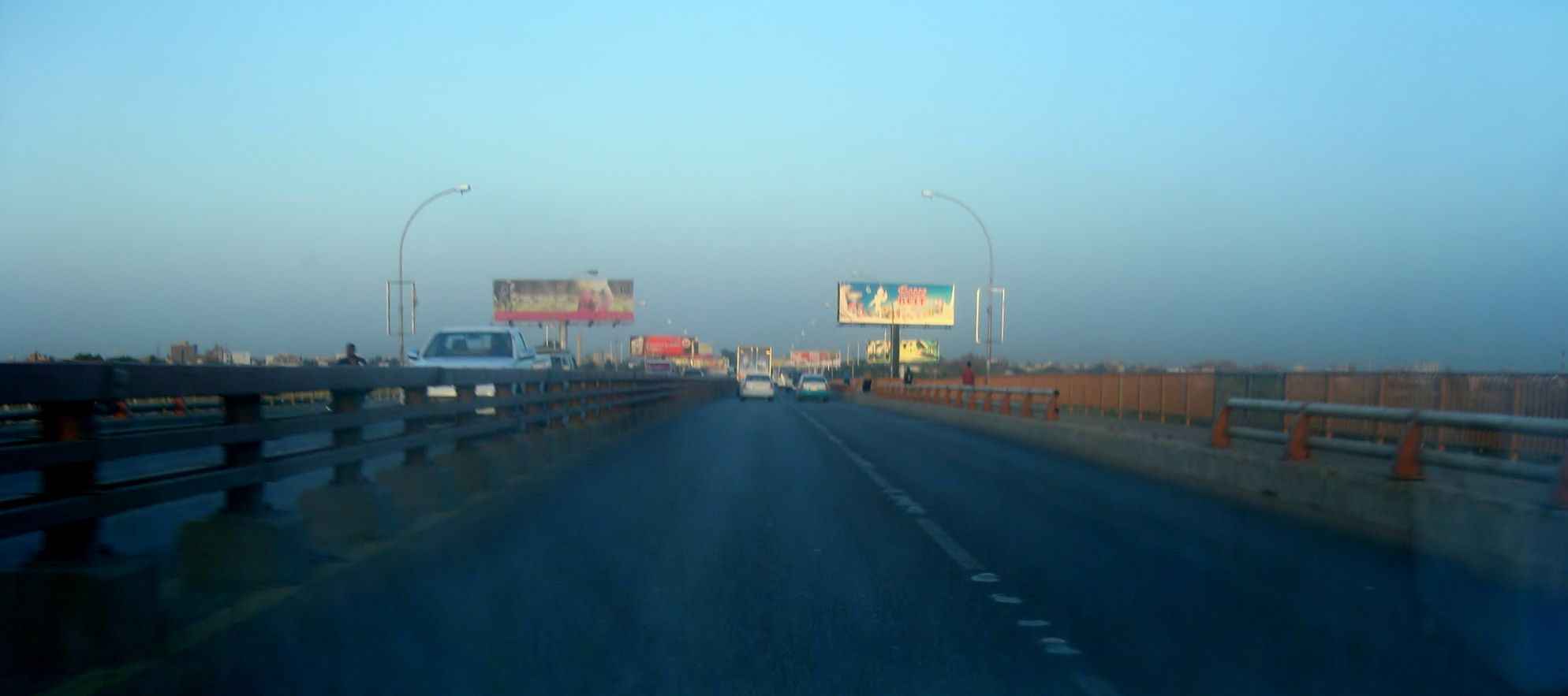
الخرطوم بحري كوبري شمبات
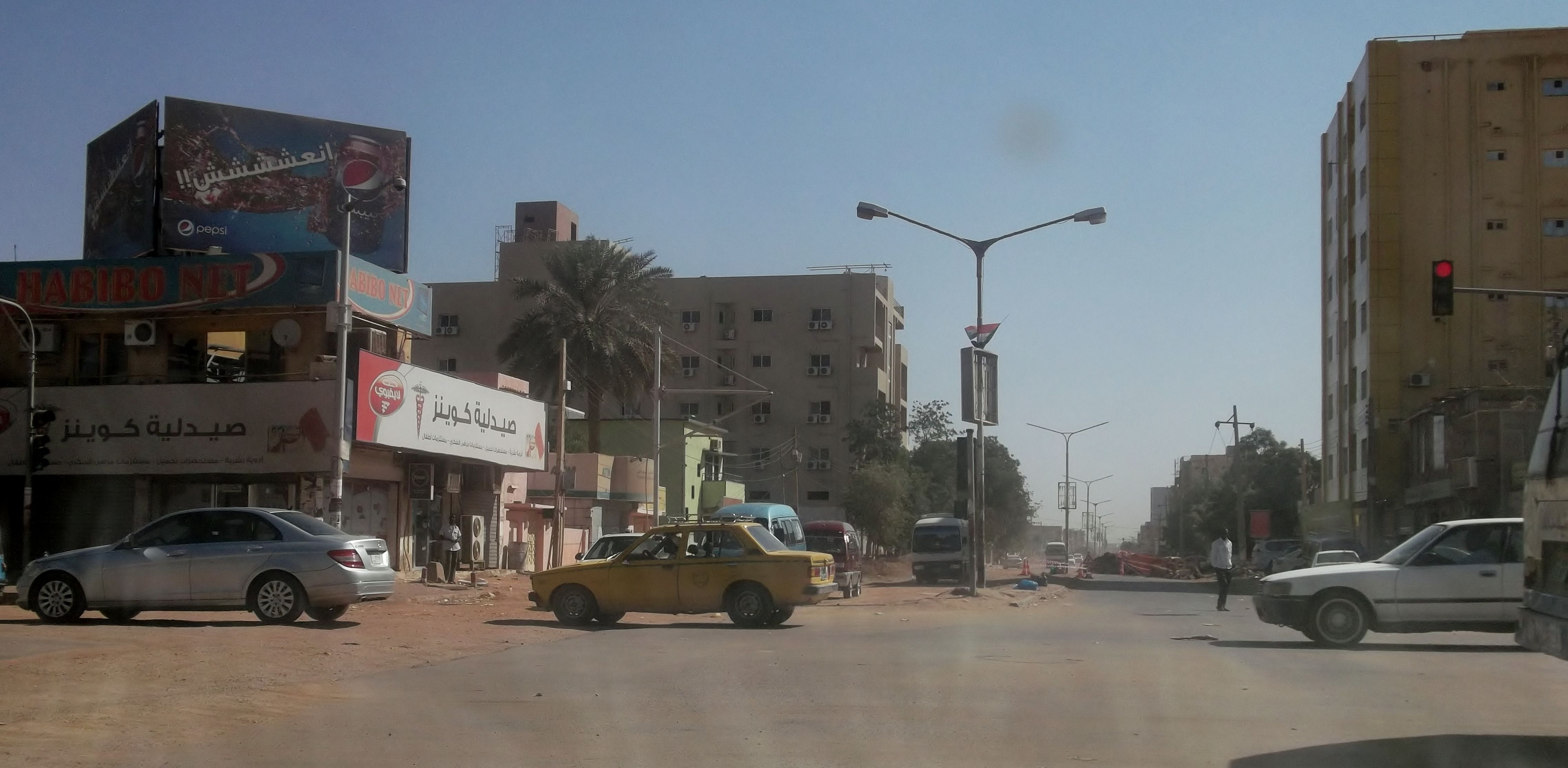
تقاطع شارع الزعيم الأزهري مع شارع المعوعنة عند المؤسسة
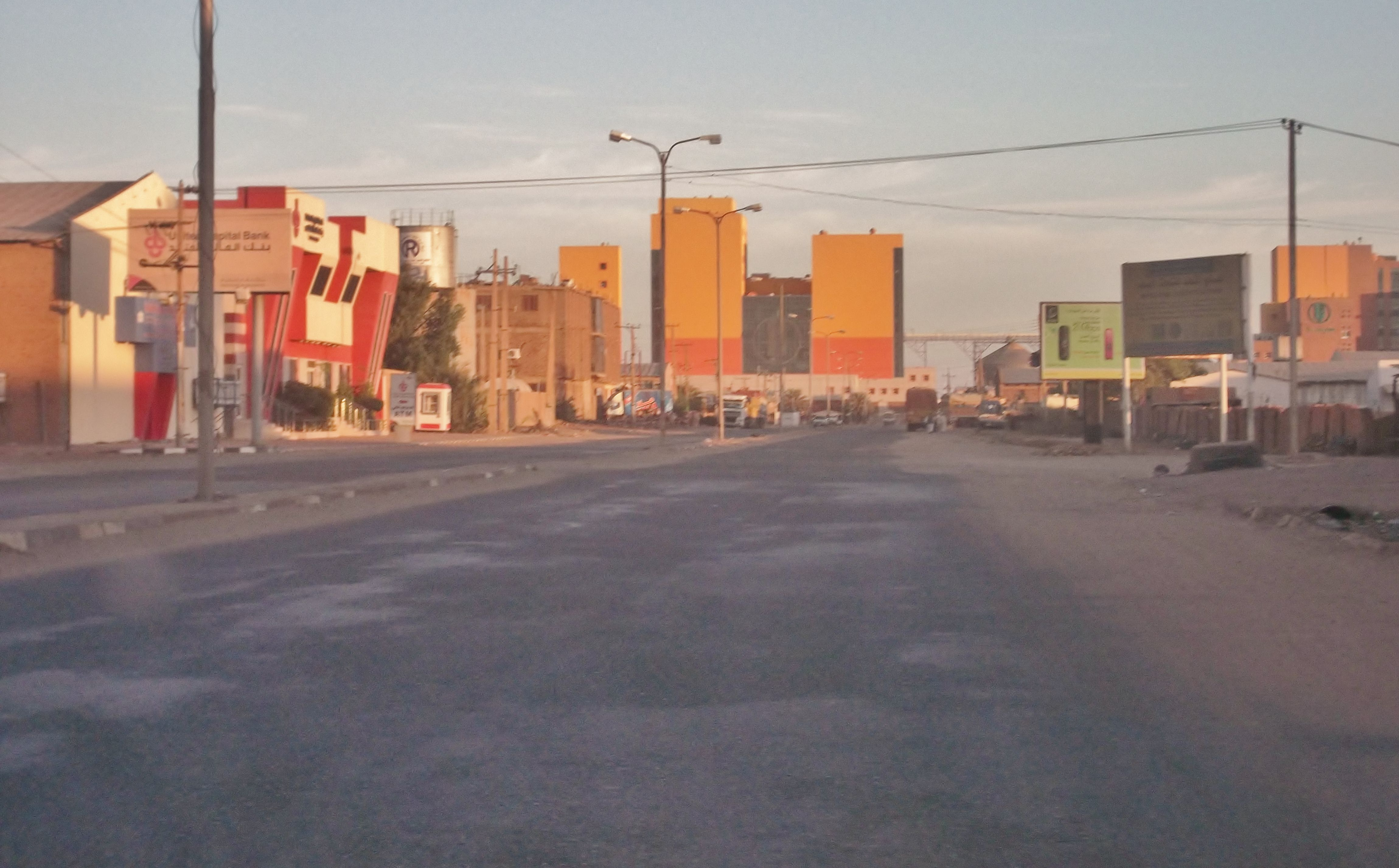
شارع الصناعات
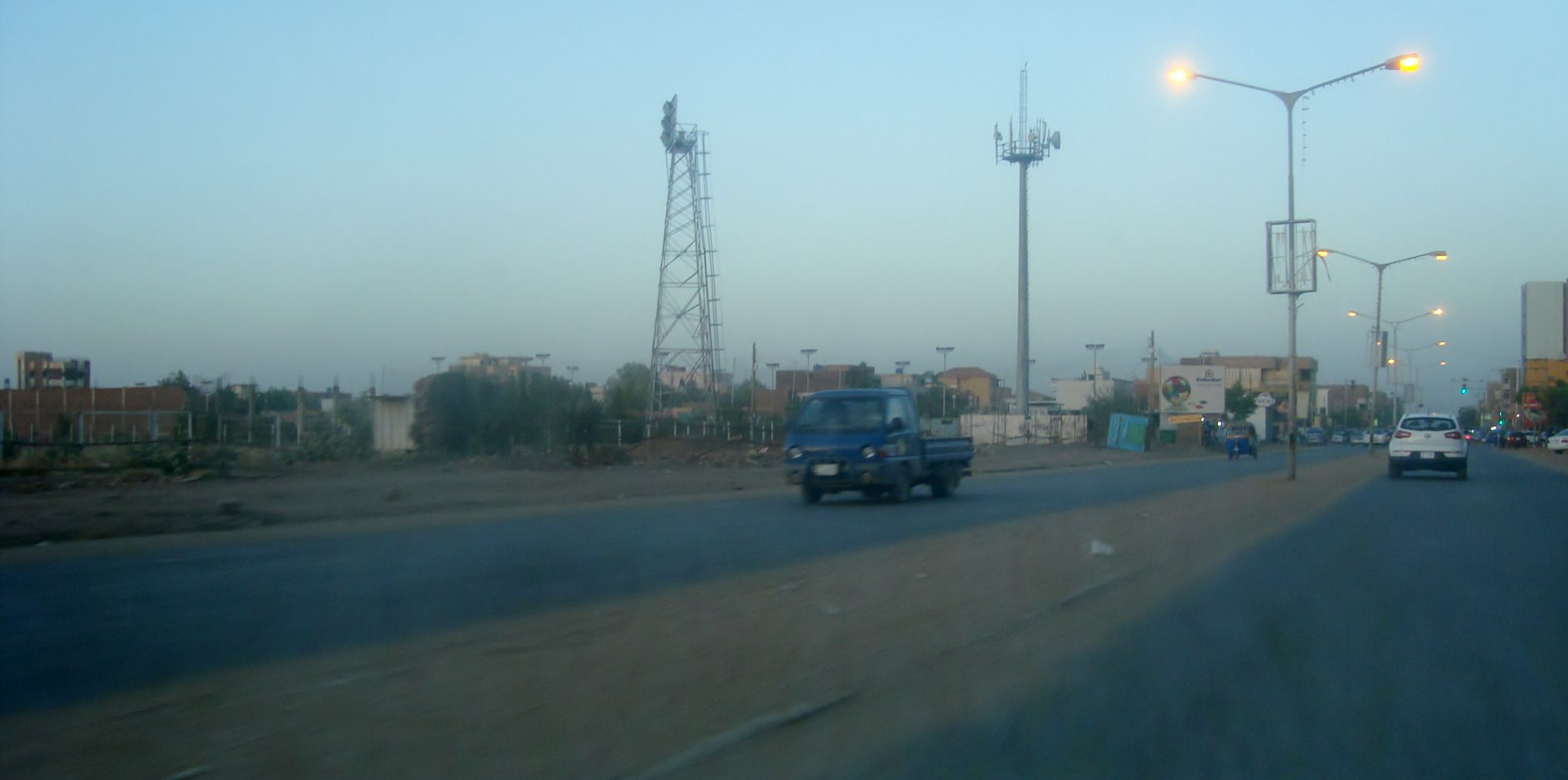
شارع الزعيم الأزهري - نادي التحرير
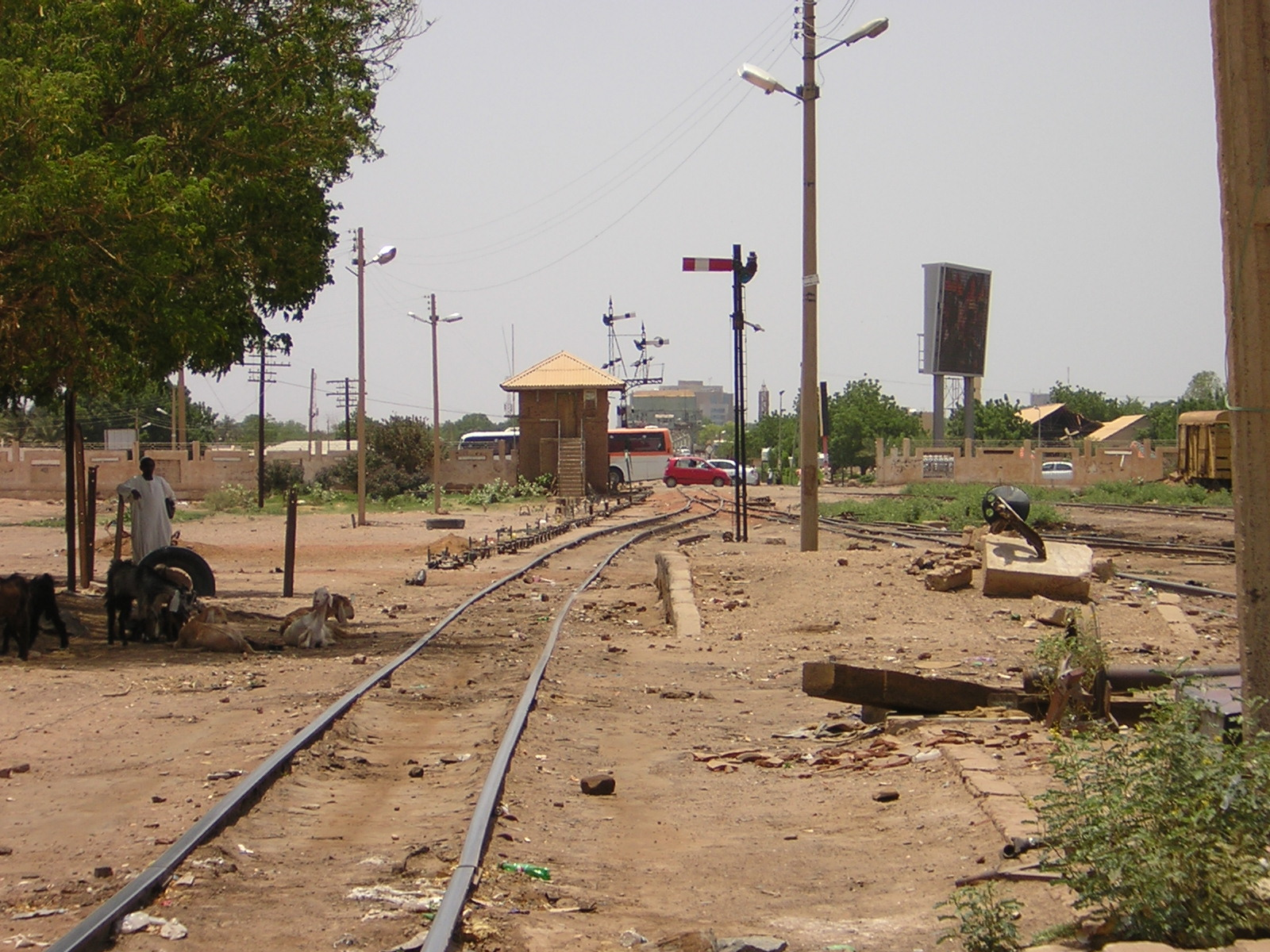
خط السكة الحديد في بحري

نجد أن هنالك شبكة من الطرق الداخلية تربط مدينة بحري ببعضها البعض من أهم هذه الطرق:
| - شارع المعونة - شارع المزاد - شارع الإنقاذ - شارع الصناعات - شارع الزعيم الأزهري - شارع البلدية - شارع المؤسسة أو ما يعرف قديما" (بشارع الملتقى) شارع كسلا-الحاج يوسف | - كوبري شمبات (ويربطها مع أم درمان) - كوبري كوبر (يربطها مع الخرطوم) - جسر النيل الأزرق (يربطها مع الخرطوم) - جسر المنشية (يربطها مع الخرطوم) - جسر المك نمر (يربطها مع الخرطوم) - كوبري الحلفايا (ويربطها مع أم درمان) |

## العمارة والتخطيط العمراني
هوية الخرطوم بحري تكمن في انها مدينة سكنية وصناعية. شكلت لجان للتخطيط العمراني شمل توسيع الطرق والشوارع وإنشاء الحدائق العامة والميادين ويناء أمتدادات جديدة في الأحياء لاستيعاب موجات الهجرة السكانية نحو ولاية الخرطوم. ونتيجة للنمو الديمغرافي والرغبة في تجميل المدينة. لا يوجد نمط معماري معين أو لون طلاء محدد تتميز به الخرطوم بحري إذ توجد مختلف الأشكال والأنماط والألوان في المدينة، إلا أن من الممكن التمييز بين خطوط معمارية واضحة في طراز الأبنية من حيث تاريخ بنائها.
لابد أن يتمشي مفهوم التخطيط مع احتياجات السكان وثقافتهم وحضارتهم ولابد أيضا من أن يوفر لهم الجمال والصحة والراحة. فالشوارع الواسعة التي تكسو جوانبها الخضرة والاشجار والزهور هي جمال. والميادين العامة الخضراء المقسمة بنظام هندسي بديع. وواجهات المباني ونسب الفراغ الهوائي والضوئي. وازالة الأوساخ والقاذورات. وازالة أنقاض البناء. والاحتفاظ بالملامح الطبيعية وتجنب الرتابة المملة وتوفير الوقار لوسط المدينة بمميزات تجارية فخمة تسمح باجابة مطالب الناس ه>ا هو المطلوب.
تشمل العمارة الحديثة مباني الأبراج العالية ذات الواجهات الزجاجية.

### المساجد ودور العبادة
يدين أغلب سكان الخرطوم بالإسلام، ولذلك توجد بالمدينة أعداداً كبيرة من المساجد. وقد تسارعت وتيرة إنشاء المساجد في الخرطوم بالأحياء وبالمؤسسات وشرعت الطرق الصوفية والجماعات الدينية بإنشاء مساجد خاصة بها. وانتشرت في الآونة الأخيرة ظاهرة المساجد التي تقام في المؤسسات.

#### مجمع مسجد النور
مجمع النور يقع بحي كافوري بالخرطوم بحري بدا تشييده في العام 2008 وإكتمل في العام 2010 ويعتبر المبنى الوليد الذي يقع في مساحة 1300 متر بمنطقة كافوري تحفة معمارية تضاف إلى الصروح الإسلامية. ويسع المجمع الذي تم تشييده على الطراز الإسلامي في تركيا لأكثر من 4 آلاف مصلياً، كما يضم مدرسة قرآنية.
مجمع النور حظي بشهرة واسعة فهو يضم في داخله أضخم مركز تجاري ويلاحظ العابر به الاهتمام بعمرانه بشكل غير نمطي أو تقليدي وقد شيّده رئيس الجمهورية على نفقته الخاصة والطراز الذي شيد به المسجد جعله من المساجد المميزة في البلاد وهو اليوم واحد من أهم المعالم التي يقصدها الزائرون لاحتوائه على مجمع تجاري ضخم وموقف سيارات.
المسجد شهد إقبالاً كبيراً من الشباب والأطفال، لافتاً إلى أن النقوش الإسلامية التي تزين جدران المسجد تبعث الطمأنينة لدى المسلمين وتذكرهم بالعهود الإسلامية والعمل على الاقتداء بقيادات المسلمين في الحقب التاريخية المختلفة.

## معالم المدينة
بالرغم من المنافسة القوية التي تواجهها المدينة فيما يتعلق بالجانب السياحي من كل من الخرطوم وأم درمان، إلا أن ثمة ما يجذب سياح العاصمة وزوارها إلى بحري، فهناك بعض الأسواق التقليدية الشهيرة وأبرزها سوق سعد قشرة للأزياء من ملابس وأحذية واكسسوارات للنساء والرجال والأطفال، خاصة أزياء الموضة العالمية المستوردة، وفيها أيضاً فندق قصر الصداقة الذي بناه الكوريون الجنوبيون في سبعينيات القرن الماضي، وهناك معالم أثرية مثل قبة (ضريح) الكباشي وقبة الشيخ خوجلي وقبة الشيخ حمد ود آم مريوم وقبة الشيخ عجيب المانجلك وكلهم من كبار المتصوفة في السودان، وقصر الزبير باشا رحمة، واحد من رجالات تاريخ السودان المشهورين. وأما المعالم الطبيعية فيمثلها الشلال السادس بالنيل والمعروف في السودان باسم شلال السبلوقة وهو منطقة زاخرة بمختلف أنواع الطيور وغيرها من أنماط الحياة النهرية المرتبطة بنهر النيل. فضلاً عن ذلك توجد عدة حدائق ومنتزهات عامة منها منتزه عبود العائلي (حديقة عبود)، وحدائق النيل الأزرق وحديقة الزوادة وغيرها من المساحات الخضراء المفتوحة للجمهور.

### الأحياء
- حلة حمد
- حلة خوجلي
- حي الوابورات
- الدنقالة
- المرغنية
- الختمية
- الأملاك
- عمر المختار
- الواحة
- كافوري
- العزبة
- الصبابي
- الشعبية
- شمبات
- الديوم
- المزاد.
- الصافية
- المغتربين
- الحلفاية
- الكدرو
- الدروشاب
- السامراب
- الجريف شرق
- الحاج يوسف
- ام القري شمال
- ام القري جنوب
- السقاي
- الجيلي
- الكباشي
- الفكي هاشم
- الخوجلاب
- ابوحليمة

## معرض صور

مصنع سالومي اطلي للسراميك
منطقة السبلوقة السياحية
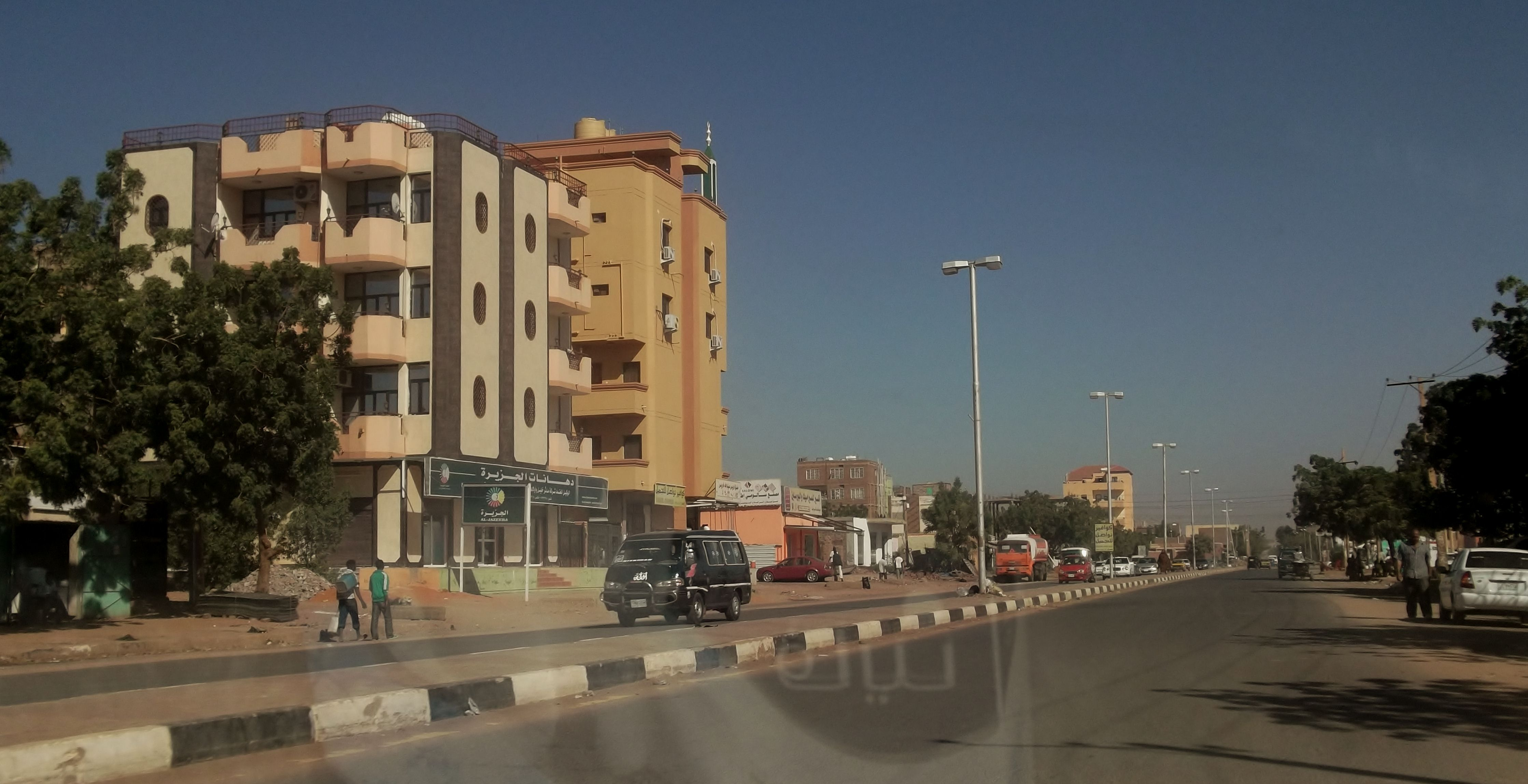
شارع المزاد ببحري
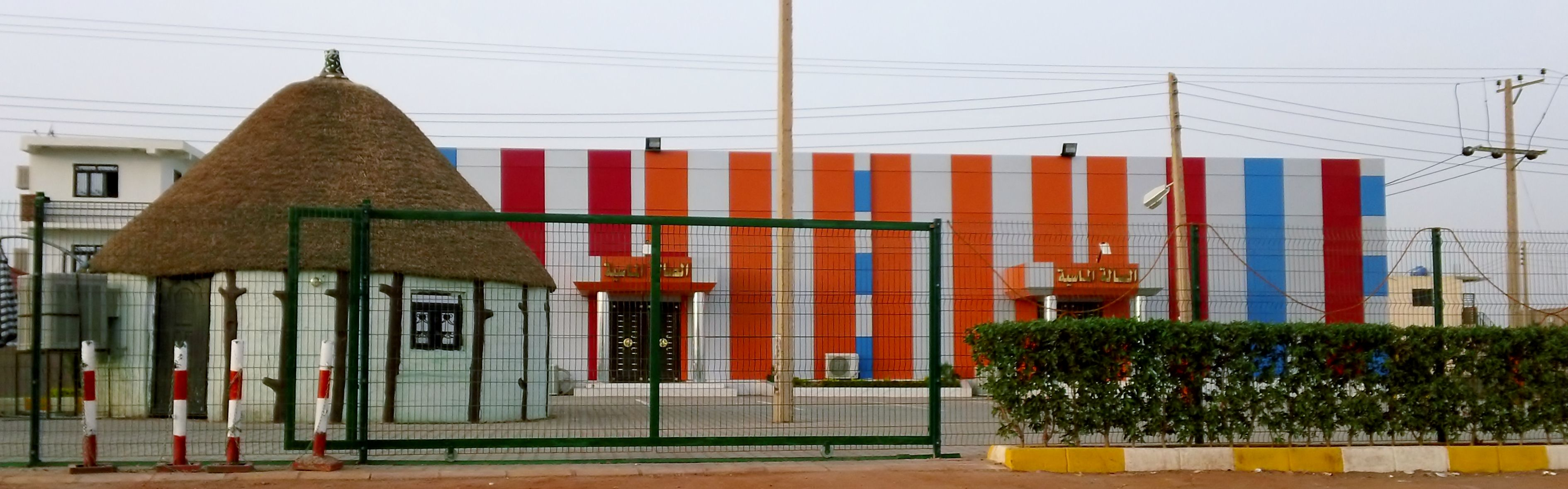
الصالة الماسية
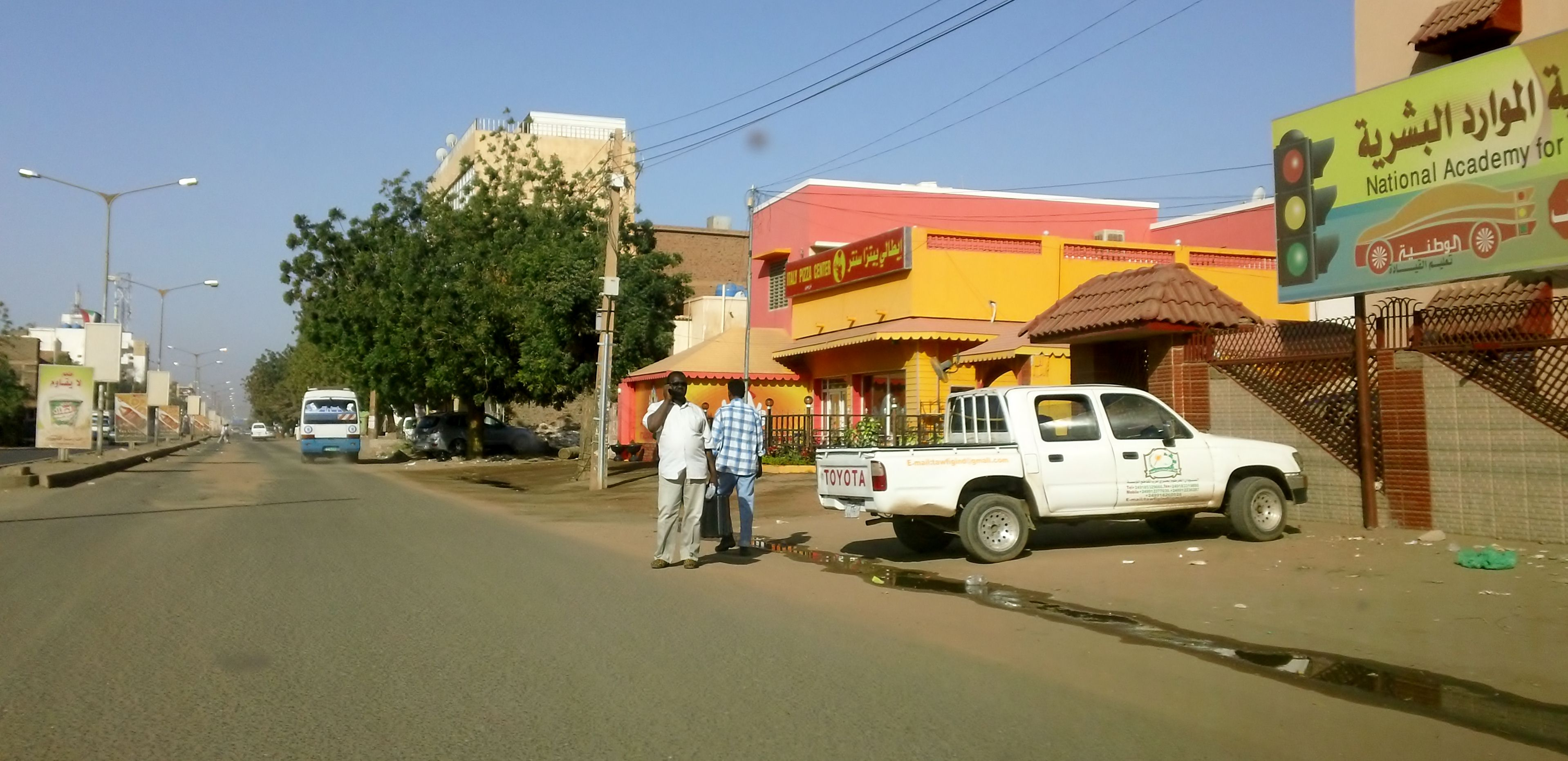
حي الشعبية مطل على شارع الزعيم الأزهري

## أعلام الخرطوم بحري

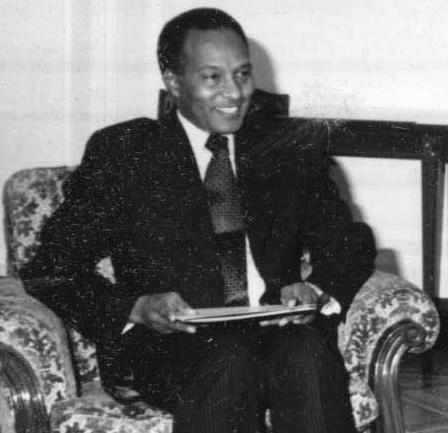
الرشيد الطاهر بكر

التيجاني الماحي

- علي الميرغني زعيم طريقة الختمية الصوفية، وراعي الحزب الاتحادي الديمقراطي السابق
- نصرالدين السيد، نائب برلماني سابق
- الروائي فؤادأحمد عبد العظيم، مؤلف رواية بكاء على التابوت
- عون الشريف قاسم
- المطرب عبد العزيز محمد داؤود
- فريق أولاد شمبات الغنائي
- الفنان صلاح بن البادية
- ثنائي العاصمة (الغنائي)

محمد ميرغني. كابلي. خضر بشير. النور الجيلاني. خوجلي عثمان. جمال فرفور. محمود عبد العزيز. طه سليمان. قدورة. مسعود فايز. مهاب. فضل أيوب. خالد نحل. هشام درماس. عبد الله حركة. نزار المهندس. محمد الريان. معاذ بن البادية. حسون. حسن محجوب. وجدان بحري. التومات. يحي الصبابي. هدي عربي. عوضية عز الدين. عماد الصبابي. سامي عز الدين.
```
* مجموعة من لاعبي كرة القدم المشهورين في السودان منهم: عماد خوجلي (معتمد)، قرن شطة، سليمان فارس، حافظ عبيد، جعفر عبد الرازق، هينو، شيخ إدريس كباشي، عاطف منصور. نادر منصور. عمار منصور. شوقي عبد العزيز. ياسر رحمة. بدر الدين بخيت. إبراهيم هارون (ابراهومة). عزالدين الصبابي. متوكل عبد السلام. عصام مصطفي (عمو). عبده الشيخ.احمد آدم (عافية). نجم الدين حسن. 
```

الثعلب. كدوس. ياسر ابورقة. عادل امين. الجاك عجب. *فيصل عجب. موسي عجب. معاوية كاوندا. هيثم مصطفي. حمد كمال. هيثم السعودي. عبد الحميد السعودي. نزار كربوج. احمد السيد.انس. الضو قدم الخير. جنوبي. أنور الشعلة. راجي. الزين آدم. محمد موسي.كومي. صلاح الأمير. النعسان. علاء الدين يوسف. فايز نصر الدين. فريني. فيصل هارون. ود البدري. أسامة التعاون. اسعد منقو. زكريا ناسو. حريري. حضرة. محمد الفاضل. عبد المنعم يوسف. حمدان. محمد حمدان. عصام علي الريح. عروة الطيب. الحارس هشام الطيب. ياسر خليفة (الديبة). عبده سعد. هنو.
، وعبد الله فضل المولى (فنج)، وهيثم شلق (أب قشة)
- محمد بشير حاكم كارلوس
- محمد خير الزبير وزير مالية سوداني سابق
- الرشيد الطاهر بكر، نائب رئيس جمهورية ووزير خارجية السودان السابق
- إدريس جماع، شاعر سوداني
- التجاني الماحي، أول اخصائي سوداني في الأمراض العصبية والنفسية
- الصادق عبد الله عبد الماجد، من زعماء الأخوان المسلمين بالسودان
- مبارك زروق.
- الفريق عبود. (رئيس الجمهورية)
- عوض دكام. (أشهر أطباء الأسنان)
- المهندس ميرغني علي مصطفي أول مهندس من جامعة الخرطوم.

```
د. عامر مرسال. 
```

خوجلي صالحين. (وزير إعلام سابق)
```
* محمد سيد حاج (داعية إسلامي)
```

- محمد سليمان (إعلامي)

نجم الدين الفاضل (إعلامي)
```
سعد الدين حسن. (إعلامي)
```

- الفاضل سعيد (ممثل)

```
* كبسور (ممثل)
*احمد خيري (ممثل)
```

- منصور خالد. سياسي